# Ernst Otto Fischer
Pour les articles homonymes, voir Fischer.
Ernst Otto Fischer (10 novembre 1918 à Solln, Allemagne - 23 juillet 2007 à Munich, Allemagne) est un chimiste allemand. Il est colauréat avec Geoffrey Wilkinson du prix Nobel de chimie en 1973.

## Biographie
Ernst Otto Fischer était le fils de Karl T. Fischer, professeur de physique à l’université technique de Munich et de Valentine Fischer. Il obtint son baccalauréat (Abitur) en 1937. La Seconde Guerre mondiale ayant éclaté, il servit en Pologne, en France et en Russie.
Fischer commença à étudier la chimie à l’université technique de Munich lors d’une permission en 1941. Après la guerre, les Américains le libérèrent en automne 1945. Il reprit ses études et obtint son diplôme en 1949. Il effectua une thèse de doctorat en chimie inorganique chez le professeur Walter Hieber (en). En 1957 il devint professeur à l’université Louis-et-Maximilien de Munich. En 1964, il reçut la chaire de chimie inorganique à l'université technique de Munich. En outre il devint la même année membre de l’Académie bavaroise des sciences.
En 1973, Geoffrey Wilkinson et lui reçurent conjointement le prix Nobel de chimie « pour leurs recherches pionnières, effectuées de façon indépendante, sur la chimie des organo-métalliques, les dénommés complexes sandwich » (chimie des métallocènes).
Fischer est mort le 23 juillet 2007 à Munich.